# کریس وایلد
کریس وایلد (به انگلیسی: Chris Wylde) (زاده ۲۲ اوت ۱۹۷۶) بازیگر آمریکایی است.
از کارهای معروف او می‌توان به بازی در فیلم همه‌چیز در عشق است اشاره کرد.

## فیلم‌شناسی
فهرست برخی از فیلم‌هایی که کریس وایلد در آن‌ها به ایفای نقش پرداخته‌است:
- گاوچران‌های فضا-۲۰۰۰
- کایوت آگلی-۲۰۰۰
- تکامل-۲۰۰۱
- ده-۲۰۰۷
- همه‌چیز در عشق است-۲۰۰۹
- فرد: فیلم-۲۰۱۰
- فرد ۲: شبی که فرد زنده شد-۲۰۱۱
- لاک‌پشت‌های نینجا-۲۰۱۴
- داف-۲۰۱۵
- پرستار بچه-۲۰۱۷
- وقتی برای اولین بار ملاقات کردیم-۲۰۱۸
- حاشیه دنیا-۲۰۱۹
- پرستار بچه: ملکه قاتل-۲۰۲۰